# Gante-Wevelgem 2004
Gante-Wevelgem 2004 fue la 66.ª edición de la carrera ciclista Gante-Wevelgem y se disputó el 7 de abril de 2004 sobre una distancia de 208 km.
El vencedor fue el belga Tom Boonen (Quick Step), que se impuso al sprint al sueco Magnus Bäckstedt (Alessio) y Jaan Kirsipuu (AG2R), segundo y tercero respectivamente.

## Clasificación final
| Posición | Ciclista           | Equipo          | Tiempo     |
| -------- | ------------------ | --------------- | ---------- |
| 1        | Tom Boonen         | Quick Step      | 4h 58' 47" |
| 2        | Magnus Bäckstedt   | Alessio         | m. t.      |
| 3        | Jaan Kirsipuu      | AG2R            | m. t.      |
| 4        | George Hincapie    | US Postal       | m. t.      |
| 5        | Jimmy Casper       | Cofidis         | m. t.      |
| 6        | Roger Hammond      | Cycle Collstrop | m. t.      |
| 7        | Joan Antoni Flecha | Fassa Bortolo   | m. t.      |
| 8        | Vladímir Gusev     | Team CSC        | m. t.      |
| 9        | Sébastien Rosseler | Relax-Bodysol   | m. t.      |
| 10       | Andreas Klier      | T-Mobile Team   | m. t.      |